# Chondriolejeunea shimizui
Chondriolejeunea shimizui är en bladmossart som först beskrevs av N.Kitag., och fick sitt nu gällande namn av G.Kis et Pócs. Chondriolejeunea shimizui ingår i släktet Chondriolejeunea och familjen Lejeuneaceae. Inga underarter finns listade i Catalogue of Life.